# Thomas Roeb

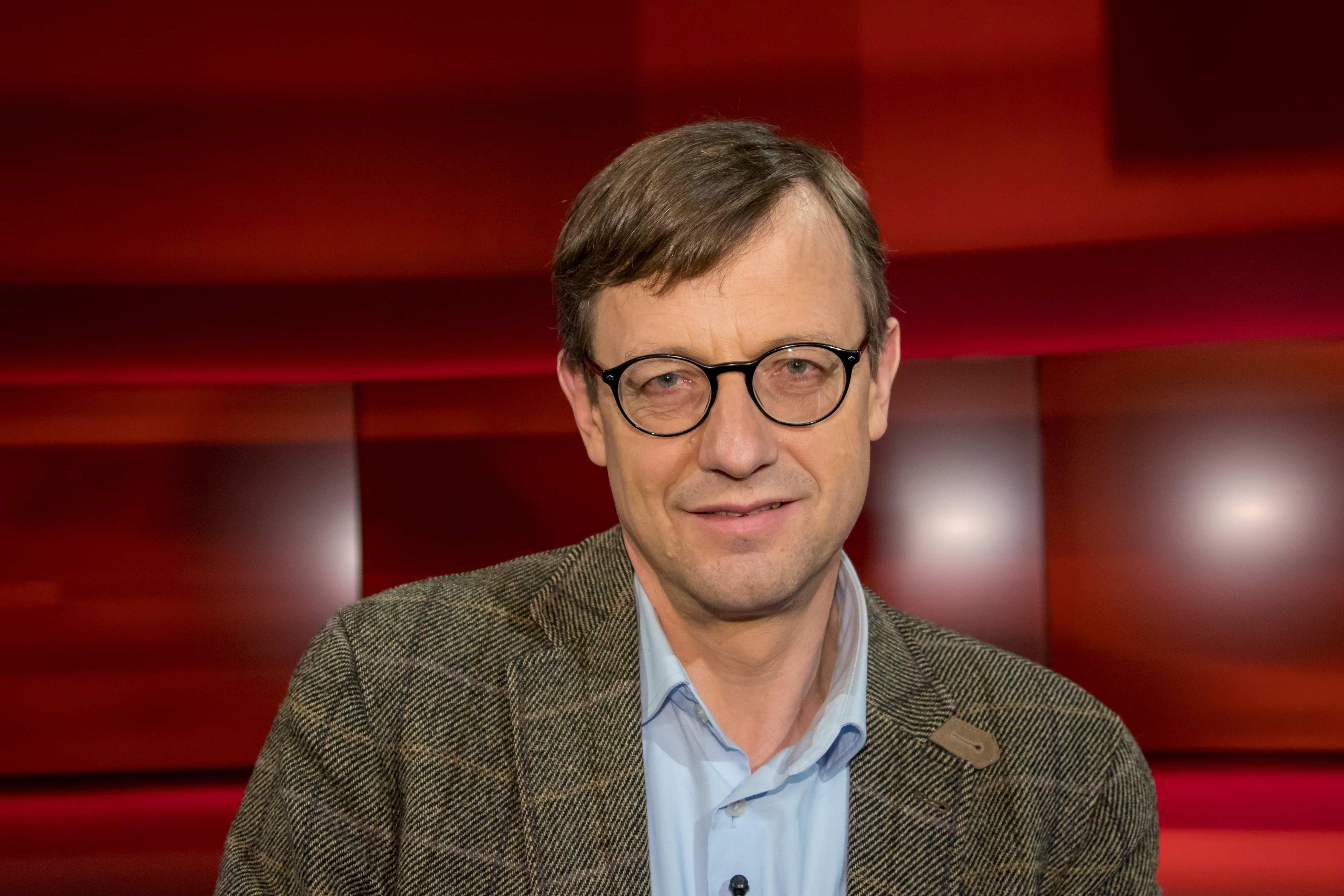
Thomas Roeb (2018)

Thomas Roeb (* 1964 in Gürzenich) ist ein deutscher Autor, Unternehmensberater, Handelsexperte und Hochschullehrer.
Thomas Roeb studierte nach dem Abitur Betriebswirtschaftslehre in Bayreuth und Trier. Danach arbeitete er als Bereichsleiter Verkauf bei Aldi Süd. Im Jahr 1990 wurde er wissenschaftlicher Mitarbeiter an der Universität Siegen, wo er 1993 promovierte. Anschließend arbeitete er bei der Unternehmensberatung Roland Berger. 1998 wurde er Professor für Handelsbetriebslehre an der Hochschule Bonn-Rhein-Sieg und lehrt dort zu den Themen Marketing und Logistik von Handels- und Konsumgüteruntern. Nebenberuflich berät und beriet er verschiedene Unternehmen, beispielsweise die Metro-Gruppe, Rewe, Edeka, Lidl, dm-drogerie markt, Nestlé oder die Tönnies-Gruppe.
Roeb sammelt Artillerie-Kanonen aus aller Welt. Unter anderem besitzt er zwei Dutzend Panzerfahrzeuge. Für diese Sammlung ließ er eine 1100 m² große Halle im Gewerbegebiet in Huchem-Stammeln, einem Ortsteil von Niederzier im Kreis Düren errichten. Die Sammlung ist seit 2017 präsent.
2023 wurde gegen Roeb wegen des Verdachts auf Rassismus ermittelt. Ihm wurde vorgeworfen eine Studierende an der Hochschule Bonn-Rhein-Sieg, welche sich mit einem Kopftuch bedeckt hatte, rassistisch beleidigt zu haben. Der 23-jährigen BWL-Studentin soll er gedroht haben von seinem Recht des Unterrichtsausschlusses gebrauch zu machen, falls sie zum nächsten Unterricht mit einem Schleier käme. Das Ermittlungsverfahren wurde im August 2024 abgeschlossen.

## Fachpublikationen (Auswahl)
- Erfolgsfaktoren von Aldi.  In: Chain Store Age (J), April 1994, S. 71–72.
- Erfolgsfaktoren von Metro. In: Chain Store Age (J), April 1994, S. 73–74.
- Kernelemente optimal gestaltet – Discounter Aldi: Benchmarking für erfolgreiches Agieren. In: Lebensmittelzeitung (D) 20, 19. Mai 1995, S. 66–70.
- Lidl, en bronze reus? In: Distributie vandaag (B), Juni–Juli 1995, S. 46–48.
- Optimum im Zentrallager.  In: Lebensmittelzeitung (D) 2, 12. Januar 1996, S. 46–48.
- Optimizing the Distribution Center. In: ECR Europe Is Taking The Initiative, Sonderdruck der Lebensmittelzeitung (D), 12. Januar 1996, S. 4–6.
- Inside Aldi.  In: Handelsjournal (D) 2, Februar 1997, S. 24–26.
- Akademiker stehen hoch im Kurs. In: Die Welt (D) 35, 28. August 1999, Anzeigensonderveröffentlichung „Handel special“, S. 1.
- Kundenorientierung in Deutschland – besser als ihr Ruf?. In: Heiner Spalink (Hrsg.): Kundenparadies Deutschland, Berlin u. a. 2003, S. 3–18.